# Pellenes negevensis
Pellenes negevensis är en spindelart som beskrevs av Prószynski 1999 [2000. Pellenes negevensis ingår i släktet Pellenes och familjen hoppspindlar. Inga underarter finns listade i Catalogue of Life.